# Kitsuki
Kitsuki (杵築市, Kitsuki-shi) est une municipalité ayant le statut de ville dans la préfecture d'Ōita, au Japon.

## Géographie

### Situation
Kitsuki est située dans le nord-est de la préfecture d'Ōita, au nord de la baie de Beppu.

### Municipalités limitrophes
| Usa  | Bungotakada | Kunisaki               |
| Usa  | Kitsuki     | Kunisaki               |
| Hiji | Hiji        | mer intérieure de Seto |

### Démographie
En septembre 2021, la population de la ville de Kitsuki était de 27 759 habitants répartis sur une superficie de 280,08 km2.

## Histoire
Le bourg moderne de Kitsuki a été créé en 1889. Il obtient le statut de ville en 1955.

## Culture locale et patrimoine

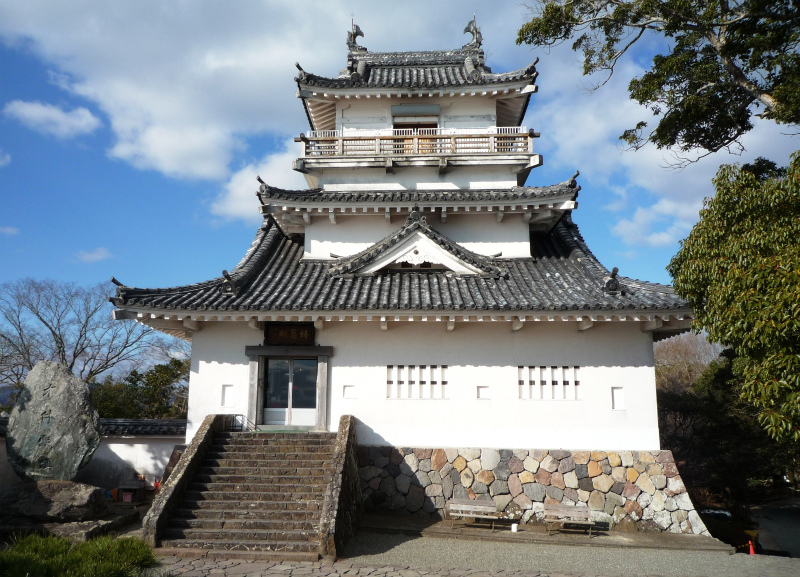
Château de Kitsuki.

- Château de Kitsuki

## Transports
La ville est desservie par la ligne principale Nippō de la JR Kyushu.